# Telesforo (papa)
Telesforo (Grecia, 64-Roma,  ha. 137) fue el 8.º papa de la Iglesia católica de 125 a 137.
Es el único de la lista de doce papas elaborada por san Ireneo, en la que se indica que murió como mártir, posiblemente bajo el emperador Adriano, aunque otras fuentes, menos fiables, sostienen que fue con motivo de las persecuciones fomentadas por Trajano.
La tradición e historia (Liber pontificalis) afirman que Telesforo instituyó la misa del Gallo en la medianoche de la Navidad, la composición del canto Gloria in excelsis Deo que introdujo en la misa de Navidad y la implantación de las normas sobre el ayuno durante la Cuaresma.
Es considerado santo tanto por la Iglesia católica, que en el rito romano celebra su festividad el 2 de enero,  como por la Iglesia ortodoxa, que la celebra el 22 de febrero.